# Tubulipora anderssoni
Tubulipora anderssoni är en mossdjursart som beskrevs av John Borg 1926. Tubulipora anderssoni ingår i släktet Tubulipora och familjen Tubuliporidae.
Artens utbredningsområde är havet kring Nya Zeeland. Inga underarter finns listade i Catalogue of Life.